# Schloss Haidenburg

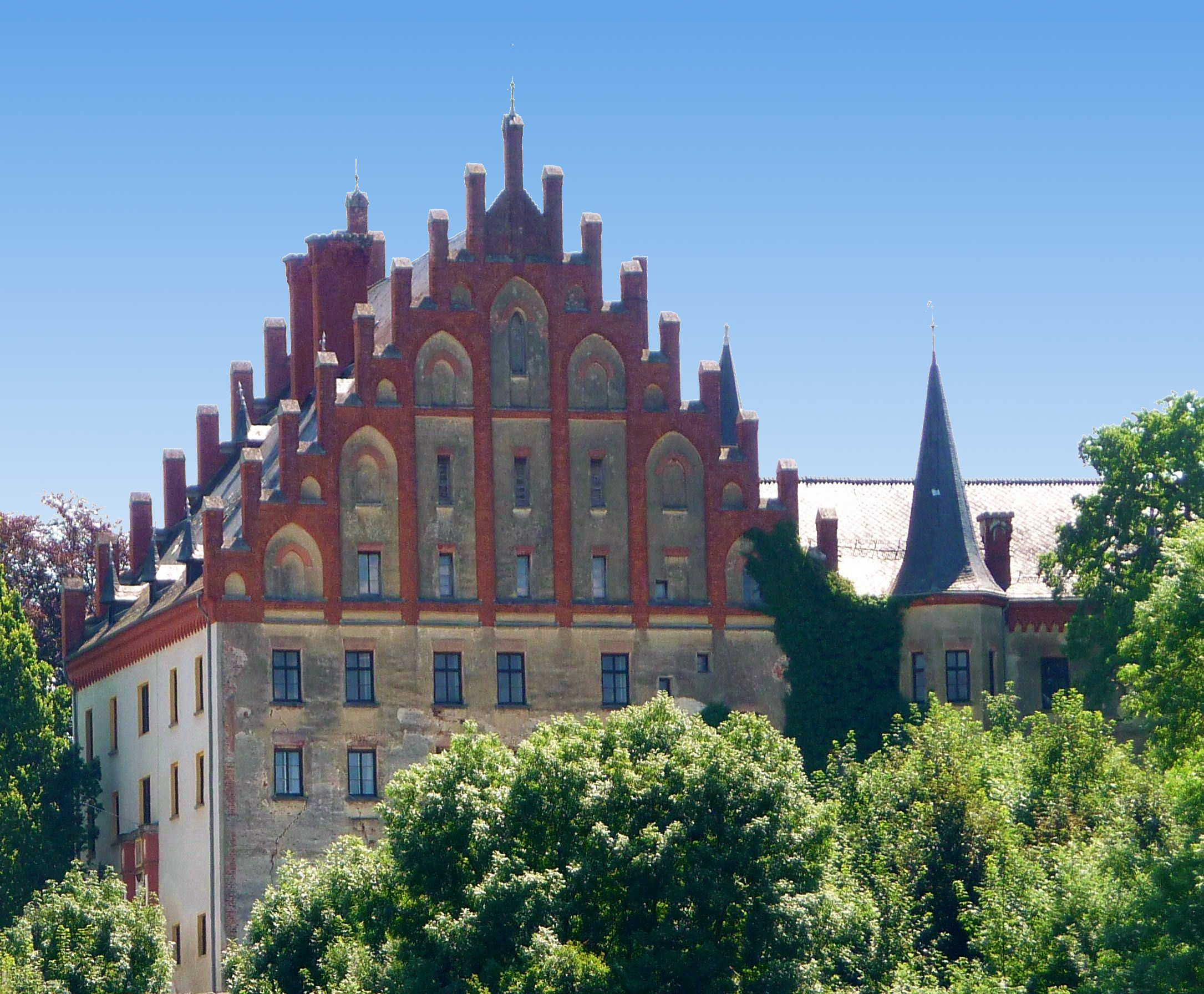
Schloss Haidenburg

Schloss Haidenburg ist eine ehemalige mittelalterliche Burg und heutige Renaissance-Schlossanlage am östlichen Hang des Sulzbachtales. Sie liegt in der Gemarkung Haidenburg der Gemeinde Aldersbach (Landkreis Passau). Das Schloss war einst Adelssitz und befindet sich seit 1972 in Privatbesitz. Die Anlage wird als Bodendenkmal unter der Aktennummer D-2-7444-0097 im Bayernatlas als „untertägige mittelalterliche und frühneuzeitliche Befunde und Funde im Bereich der Burg und des späteren Schlosses Haidenburg mit der spätmittelalterlichen Burgkapelle St. Anna, dem angeschlossenen Wirtschaftshof und der barocken Gartenanlage“ geführt. Ebenso ist das Schloss ein denkmalgeschütztes Baudenkmal und wird unter der Aktennummer D-2-75-114-23 geführt.

## Geschichte
Die Gründung der Burganlage wird einem Vasallen des Regensburger Bischofs Patrick zugeschrieben. Um das Jahr 1160 kam Haidenburg an die Edelfreien von Kamm. Diese benannten sich seit 1189 nach ihrem zu jener Zeit ererbten Besitz Hals bei Passau. Im Jahre 1280 wurden sie in den Reichsgrafenstand erhoben.
Unter den Halsern erhielt das benachbarte Aidenbach seine Marktrechte verliehen. Diese konnten jedoch nur beschränkt eingesetzt werden, da der Ort der Herrschaft Haidenburg unterstellt war.
Im Jahre 1375 verstarb mit Leopold von Hals der letzte seines Geschlechtes. Seine Erben wurden zunächst die nahen Verwandten Landgrafen von Leuchtenberg. Jedoch meldeten bald auch andere Geschlechter Anspruch auf das umfangreiche Erbe Leopolds, so unter anderem die benachbarten Reichsgrafen von Ortenburg. Heinrich IV. von Ortenburg erhob aufgrund seiner Ehe mit einer Halser Gräfin Anspruch auf das gesamte Erbe. Es entwickelte sich daraus ein mehrjähriger Erbstreit, welcher erst 1379 beigelegt wurde. Die Leuchtenberger und die Ortenburger regelten vertraglich, wie das Erbe zu verteilen war. Die Grafen von Ortenburg erhielten die Herrschaften Leonberg mit Tann, Baumgarten, Haarbach bei Geisenhausen, Ganghofen und Hof sowie Zehent zu Mamming. Die Landgrafen von Leuchtenberg die Grafschaft Hals, Osterhofen, Haidenburg mit Aidenbach, Göttersdorf und die an Vils und Wolfach liegenden Güter.
Im Jahre 1423 veräußerten die Landgrafen Johann III. und Georg III. Schloss Haidenburg an Ritter Johann von Frauenberg. Das Geschlecht der Frauenberger starb 1508 im Mannesstamm aus. Da aus der dritten Ehe des letzten Frauenbergers die Kinder noch unmündig waren, gelang es seinem Schwiegersohn Alban von Closen, Hofmarschall Herzog Ludwigs X., Haidenburg an sich zu bringen. Gemeinsam mit seinem Bruder gelang es ihm durch Kauf und Verträge, sich die Herrschaft samt Schloss Haidenburg endgültig zu sichern. Die Burg war daraufhin bis in die zweite Hälfte des 18. Jahrhunderts in Besitz derer von Closen. Die Familie betrieb auch in den folgenden Generationen stets den Ausbau ihrer Besitzungen um Herrschaft und Schloss Haidenburg.
Um das Jahr 1503 wurde Wolfgang von Closen, 1555 bis 1561 Fürstbischof von Passau, auf Schloss Haidenburg geboren.

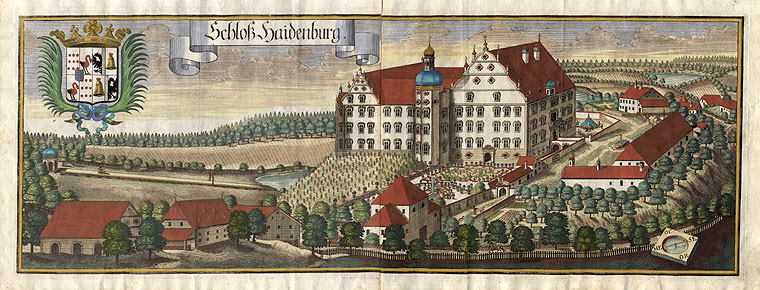
Schloss Haidenburg nach einem kolorierten Stich von Michael Wening

Im Jahre 1608 ließ Wolf Friedrich von Closen die alte mittelalterliche Burganlage abtragen, bis auf die Burgkapelle St. Anna. Anschließend wurde Haidenburg im Renaissancestil als Schloss auf den alten Grundmauern neu errichtet. Ein weiterer Ausbau der Anlage fand um das Jahr 1730 unter dem 1736 verstorbenen Georg Joseph Anton von Closen statt. Das Schlossanlage wurde um die dreischiffige Stallung und den Nepomukbrunnen erweitert. Im Schloss selbst wurden in den oberen Stockwerken reich geschmückte Zimmer und ein großer Festsaal errichtet.
Im Jahre 1762 ging die stark verschuldete Herrschaft Haidenburg durch Gerichtsspruch den von Closen an die Grafen von Taufkirchen verloren. Diese veräußerten Schloss Haidenburg samt Wald- und Ackerflächen an den Freiherrn Johann Adam von Aretin, dem Bruder von Johann Christoph von Aretin. In der Folgezeit gelang es den Freiherren von Aretin bis Mitte des 19. Jahrhunderts eine bedeutende Herrschaft mit zahlreichen Hofmarken zwischen Vils und Rott mit Haidenburg als Zentrum zu errichten.
1871 fiel Schloss Haidenburg dem Brand zum Opfer, dabei wurden der Dachstuhl und die oberen beiden Stockwerke völlig zerstört. Der anschließende Wiederaufbau fand im Sinne der damaligen Zeit im neugotischen Stil statt.
Bis in das Jahr 1962 bewohnte die Familie von Aretin das Schloss. Anschließend errichtete sie sich auf einem Nachbargrundstück ein neues und kleineres Haus. Schloss Haidenburg wurde 1972 von den Aretin an Josef Stampfl veräußert. Seither ist die Familie Stampfl in Besitz der Schlossanlage und saniert diese stetig. Von ihr wird das Schloss heute für Veranstaltungen zugänglich gemacht.